# Нижня Чура
Нижня Чура́ (рос. Нижняя Чура) — присілок у складі Ярського району Удмуртії, Росія.

## Населення
Населення — 34 особи (2010, 72 у 2002).
Національний склад станом на 2002 рік:
- удмурти — 100 %